# Antony Hewish
Antony Hewish (Fowey, Cornwall, 11 mei 1924 – 13 september 2021) was een Brits radioastronoom die in 1974 samen met Martin Ryle de Nobelprijs voor Natuurkunde won voor zijn "beslissende bijdrage bij de ontdekking van pulsars", een ontdekking die feitelijk werd gedaan door Jocelyn Bell.

## Biografie
Antony Hewish werd geboren in de Britse plaats Fowey als jongste van de drie zonen van Ernest en Francis Hewish. Hij groeide op in Newquay. Zijn opleiding genoot hij aan de King's College in Taunton voordat hij in 1942 naar de universiteit van Cambridge ging.
In de oorlogsperiode van 1943 tot 1946 was hij betrokken bij de Royal Aircraft Estabishment in Farnborough, evenals aan de Telecommunications Research Establishment in Malvern. Hij was onder andere betrokken bij de ontwikkeling van radarapparatuur in vliegtuigen waar hij voor de eerste keer met Martin Ryle samenwerkte.
In 1946 keerde hij terug naar Cambridge, waar hij in 1948 slaagde voor zijn bachelor (B.S.). Kort daarna voegde hij zich bij Ryles onderzoeksteam aan het Cavendish-laboratorium. In 1952 promoveerde hij en werd vervolgens universitair onderzoeksstudent aan het Gonville and Caius College. In 1961 stapte hij over naar het Churchill College als voorzitter van natuurkundige studies. Aan datzelfde universitaire college van Cambridge was hij achtereenvolgens docent, lector en van 1971 tot 1989 hoogleraar radioastronomie.
Werkend met Ryle bij het Mullard Radio Astronomy Observatory (MRAO) te Cambridge ontwierp en construeerde Hewish rond 1965 een nieuwe radiotelescoop, de Interplanetary Scintillation Array, met de bedoeling om zonnewinden te bestuderen en hiermee te bepalen welke sterren quasars zijn. Deze radiotelescoop bestond uit zo'n 2000 in rijen opgestelde, met elkaar verbonden dipoolantennes die aan een duizendtal palen waren bevestigd en een oppervlak besloegen van ruim 18.000 m².
Hewish en zijn team waren op zoek naar radiosignalen, toen zijn promovendus Jocelyn Bell in 1967 signalen opving met een erg regelmatige herhaling. Na uitsluiting dat het signaal afkomstig was van de aarde, zoals Hewish aanvankelijk abusievelijk meende, drong zich de Little Green Men-hypothese op; een buitenaardse bron die contact zoekt met de aarde. Pas na de ontdekking van nog andere pulserende radiobronnen, waarvoor Jocelyn Bell dagelijks 300 meter aan papieren uitdraaien met gegevens analyseerde, postuleerden Hewish en Bell dat de signalen afkomstig waren van een snel roterende neutronenster (PSR B1919+21) die elektromagnetische straling uitzendt in de vorm van snelle pulsen met een frequentie van 1,3373 seconden. Op 24 februari 1968 werden hun bevindingen gepubliceerd in Nature in het artikel Observation of a Rapidly Pulsating Radio Source.
Voor de "beslissende bijdrage in de ontdekking" van deze zogenaamde pulsars ontving hij in 1974 (samen met Ryle maar zonder Bell) de Nobelprijs voor Natuurkunde – de eerste op astronomisch gebied. Hij overleed op 13 september 2021 op 97-jarige leeftijd.

## Erkenning
- 1969 – Eddington Medal, Royal Astronomical Society
- 1970 – Charles Vernon Boys Prize, Institute of Physics
- 1972 – John Howard Dellinger Medal, International Union of Radio Sciences (IURS)
- 1973 – William Hopkins Prize, Cambridge Philosophical Society
- 1973 – Albert A. Michelson Medal
- 1977 – Hughes Medal van de Royal Society London

- Bibsys: 90852833
- Bibliothèque nationale de France: cb140654488 (data)
- CiNii: DA00844501
- Gemeinsame Normdatei: 1103035142
- International Standard Name Identifier: 0000 0003 5758 5786
- Library of Congress Control Number: n89286669
- MusicBrainz: 077852b3-03db-4bad-be26-f22ba40e6400
- Bibliotheek van het Japanse parlement: 00443235
- Nationale Bibliotheek van Israël: 987007354988105171
- Nationale en Universitaire bibliotheek Zagreb: 000097678
- Système universitaire de documentation: 085102075
- Virtual International Authority File: 197898087
- WorldCat: E39PBJfRDy7JF3PfDKMPBmYgKd